# 대한민국 형법 제78조
대한민국 형법 제78조는 시효의 기간에 대한 형법총칙의 조문이다.

## 조문
제78조(시효의 기간) 시효는 형을 선고하는 재판이 확정된 후 그 집행을 받음이 없이 다음의 기간을 경과함으로 인하여 완성된다.
1. 사형은 30년
2. 무기의 징역 또는 금고는 20년
3. 10년 이상의 징역 또는 금고는 15년
4. 3년 이상의 징역이나 금고 또는 10년 이상의 자격정지는 10년
5. 3년 미만의 징역이나 금고 또는 5년 이상의 자격정지는 7년
6. 5년 미만의 자격정지, 벌금, 몰수 또는 추징은 5년
7. 구류 또는 과료는 1년

第78條(時效의 期間) 時效는 刑을 宣告하는 裁判이 確定된 後 그 執行을 받음이 없이 다음의 期間을 經過함으로 因하여 完成된다.
1. 死刑은 30年
2. 無期의 懲役 또는 禁錮는 20年
3. 10年 以上의 懲役 또는 禁錮는 15年
4. 3年 以上의 懲役이나 禁錮 또는 10年 以上의 資格停止는 10年
5. 3年 未滿의 懲役이나 禁錮 또는 5年 以上의 資格停止는 7年
6. 5年 未滿의 資格停止, 罰金, 沒收 또는 追徵은 5年
7. 拘留 또는 科料는 1年

## 참고 문헌
- 신이철, 형법총론, 경찰승진연구회, 2005. ISBN 9788988777886
- 조현욱, 형법총론강의, 진원사, 2008 ISBN 9788990904621
- 손동권, 형법총론, 栗谷出版社, 2011. ISBN 9788991830936